# Седрик Симънс
Седрик Симънс (на английски: Cedric Simmons) е американски баскетболист, който има и българско гражданство.
Роден е на 3 януари 1986 година в Шалоут, Северна Каролина. От 2004 година играе в университетски отбори, а от 2006 година – в професионални клубове, главно в Европа. През 2011 година получава българско гражданство и през 2013 година участва в Европейското първенство с българския национален отбор.